# Flaviporus stramineus
Flaviporus stramineus är en svampart som först beskrevs av Giacopo Bresàdola, och fick sitt nu gällande namn av Ginns 1984. Flaviporus stramineus ingår i släktet Flaviporus och familjen Meruliaceae.   Inga underarter finns listade i Catalogue of Life.